# Stazione di Palermo Centrale
La stazione di Palermo Centrale è il principale scalo ferroviario della città di Palermo e della Sicilia; è una stazione di testa, in quanto in essa confluiscono, terminando con un paraurti, i binari dalle varie direzioni di arrivo. È situata nel cuore della città, in piazza Giulio Cesare. È anche la stazione di origine della linea per l'aeroporto di Palermo-Punta Raisi del servizio ferroviario metropolitano.

## Storia
La stazione di Palermo Centrale, dotata di 10 binari e 5 aree dedicate agli autobus, è stata progettata dall'architetto Di Giovanni ed inaugurata il 7 giugno 1886, per sostituire la stazione di via del Secco. Caratterizzata da linee neoclassiche, presenta in alcuni ambienti decorazioni pittoriche e dell'epoca, ideate e coordinate dal pittore Rocco Lentini.
Fino al 1913 la stazione era denominata semplicemente «Palermo»; in tale anno assunse la nuova denominazione di «Palermo Centrale».
Fino al 1941, era caratterizzata da una grande tettoia dalle eleganti linee in ferro e vetro, sorretta da capriate a falce posta a copertura del fascio binari; in tale data la struttura venne demolita per recuperare i rottami metallici per sostenere lo sforzo bellico della seconda guerra mondiale. La tettoia, della lunghezza di 90,38 metri e con una luce di 40 m era munita di doppio lucernario; era stata progettata nel 1883 dall'ingegnere Ausanio Cajo della Società Italiana per le Strade Ferrate Meridionali, poi vice direttore generale delle Ferrovie dello Stato, che gestiva la rete calabro-sicula, e realizzata dalla Società Nazionale Officine di Savigliano.

La tettoia della stazione di Palermo era del tipo più evoluto a centine snodate: gli archi, realizzati in due elementi, erano collegati con una cerniera alla sommità che ne permetteva la flessibilità della struttura, fatto importante nel caso specifico essendo posta in una stazione del sud con notevoli escursioni termiche tra notte e giorno che comportavano una variazione di lunghezza degli elementi in funzione della temperatura. Le centine avevano la possibilità di scorrere su cuscinetti a rullo lateralmente, per compensare la dilatazione termica nei periodi di più alta temperatura.
All'inizio degli anni cinquanta vennero iniziati i lavori per il rifacimento delle tettoie, ma in cemento armato, e coprivano lo spazio riservato ai passeggeri lasciando scoperto quello destinato ai treni. Sempre nello stesso periodo vennero arretrate le terminazioni dei binari ed aggiunto il secondo piano alla stazione.
Nel 2010 iniziarono i lavori di abbassamento del piano dei binari per permettere un accesso più facilitato ai treni. Vennero anche iniziati i lavori per la costruzione di un capolinea per autobus extraurbani all'interno dell'area della stazione.
Il 19 dicembre 2015 venne attivato l'Apparato centrale computerizzato (ACC); contemporaneamente l'area della stazione venne estesa fino a comprendere al suo interno la stazione di Palermo Brancaccio e il bivio Oreto.

## Movimento
La stazione è servita da treni regionali e regionali veloci svolti da Trenitalia e collegamenti a lunga percorrenza (IC e ICN) del medesimo operatore.

## Servizi
La stazione, gestita da Grandi Stazioni, dispone dei seguenti servizi:
- Biglietteria a sportello
- Biglietteria automatica
- Deposito bagagli
- Ufficio oggetti smarriti
- Posto di Polizia Ferroviaria
- Posto di primo soccorso
- Ufficio postale
- Annuncio sonoro treni in arrivo e in partenza
- Servizi igienici
- Ristorante
- Bar
- Cappella
- Parcheggio

## Interscambi
La stazione è capolinea di molti dei treni del servizio ferroviario metropolitano della città. Presso la stazione sono presenti la fermata Stazione Centrale della Linea 1 della tranvia di Palermo, più la fermata delle autolinee urbane 101, 101N, 102, 107, 109, 124, 224, 226, 230, 234, 237, 243, 246, N2, N4, N5, N6, N7 AMAT, una fermata per l'autobus navetta Prestia e Comandè per l'aeroporto e lo snodo delle autolinee extraurbane Flixbus, SAIS, AST, Autoservizi Salemi, Segesta Autolinee per le principali località regionali, nazionali e internazionali.
- Capolinea autobus extraurbani
- Fermata autobus urbani
- Fermata tranviaria
- Stazione taxi